# Rhaphidophora glauca
Rhaphidophora glauca är en kallaväxtart som först beskrevs av Nathaniel Wallich, och fick sitt nu gällande namn av Heinrich Wilhelm Schott. Rhaphidophora glauca ingår i släktet Rhaphidophora och familjen kallaväxter. Inga underarter finns listade.